# VII. izborna jedinica za izbor zastupnika u Hrvatski sabor
VII. izborna jedinica za izbor zastupnika Hrvatski sabor je jedna od 12 izbornih jedinica u Republici Hrvatskoj u kojoj stanovnici središnje Hrvatske, Gorskog Kotara, Kvarnera i Like glasaju za svoje predstavnike u Hrvatskom saboru. 

## Područje VII. izborne jedinice
- Cijela Ličko-senjska županija
- Cijela karlovačka županija
- Središnji, južni i zapadni dio Sisačko-moslavačke županije:

- gradovi i općine Glina, Kutina, Petrinja, Popovača, Sisak, Dvor, Gvozd, Lekenik, Martinska Ves, Sunja, Topusko i Velika Ludina

- Sjeverni dio Zadarske županije:

- gradovi i općine Obrovac, Pag, Gračac, Jasenice, Kolan, Novigrad, Posedarje, Povljana, Ražanac, Starigrad i Vir

- Sjeverni i istočni dio Primorsko-goranske županije:

- gradovi i općine Čabar, Delnice, Kastav, Vrbovsko, Brod Moravice, Čavle, Fužine, Jelenje, Klana, Lokve, Matulji, Mrkopalj, Ravna Gora, Skrad, Vinodolska općina i Viškovo

## Povijest
Od 1999. do  2022., obuhvaćala je jugozapadni dio Zagrebačke županije, Karlovačku županiju, istočni dio Primorsko-goranske županije i južni dio Grada Zagreba i to:
- jugozapadni dio Zagrebačke županije – gradovi i općine: Jastrebarsko, Klinča Sela, Krašić, Pisarovina, Samobor, Stupnik, Sveta Nedjelja, Žumberak,
- područje Karlovačke županije u cijelosti,
- istočni dio Primorsko-goranske županije gradovi i općine: Bakar, Brod Moravice, Čabar, Čavle, Delnice, Fužine, Jelenje, Kastav, Klana, Lokve, Mrkopalj, Novi Vinodolski, Ravna Gora, Skrad, Vinodolska općina, Viškovo, Vrbovsko,
- zapadni, jugozapadni i južni dio Grada Zagreba: Gajnice, Stenjevec, Malešnica, Špansko, Prečko, Vrbani, Jarun, Gajevo, Trnsko-Krešimir Rakić, Kajzerica, Savski Gaj, Remetinec, Blato, Jakuševac, Hrelić, Sveta Klara, Botinec, Brebernica, Brezovica, Buzin, Demerje, Desprim, Donji Čehi, Donji Dragonožec, Donji Trpuci, Drežnik Brezovički, Goli Breg, Gornji Čehi, Gornji Dragonožec, Gornji Trpuci, Grančari, Havidić Selo, Horvati, Hrašće Turopoljsko, Hrvatski Leskovac, Hudi Bitek, Ježdovec, Kupinečki Kraljevec, Lipnica, Lučko, Mala Mlaka, Odra, Odranski Obrež, Starjak, Strmec, Veliko Polje, Zadvorsko.

Bila je definirana Zakonom o izbornim jedinicama za izbor zastupnika u Zastupnički dom Hrvatskoga državnog sabora od 29. listopada 1999. godine, člankom 11. Odluku o proglašenju donio je predsjednik Republike Hrvatske dr Franjo Tuđman 3. studenoga 1999. godine. Potpisnik zakona koji je donio Zastupnički dom Hrvatskoga državnog sabora je predsjednik Zastupničkog doma Vlatko Pavletić.